# コウトウヤマヒハツ

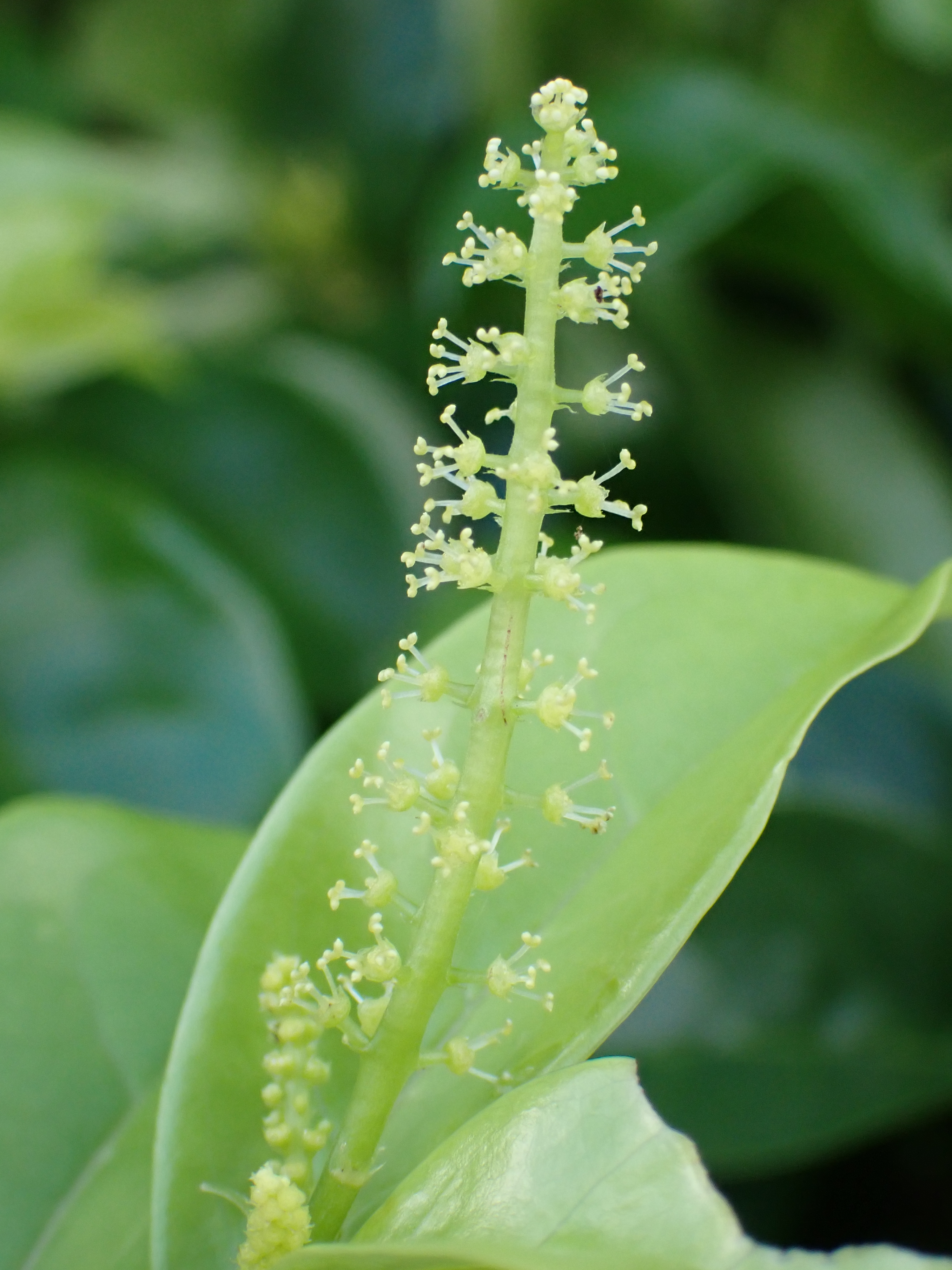
雄花（2024年10月 沖縄県石垣市）

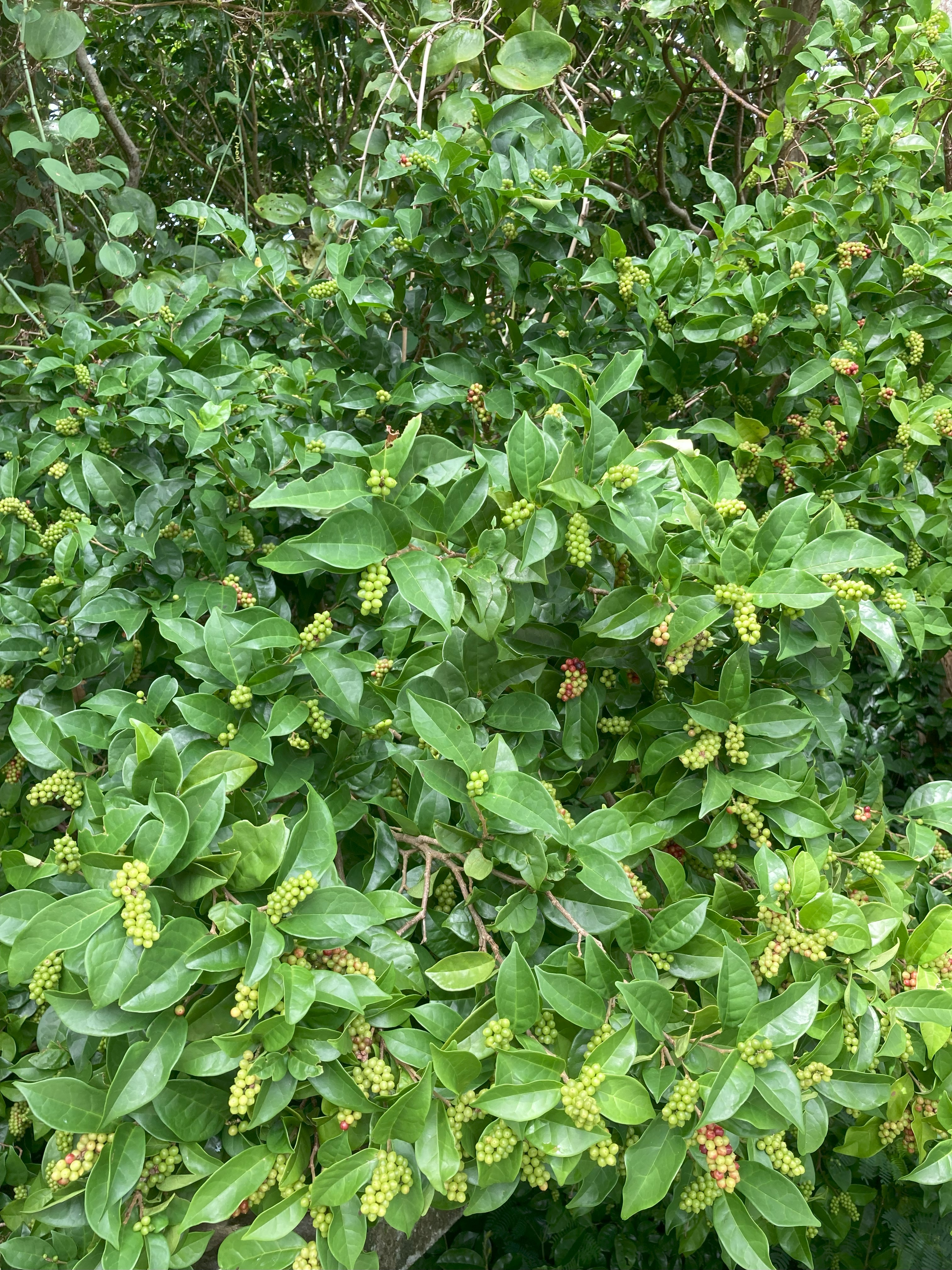
コウトウヤマヒハツ（2024年10月 沖縄県石垣市）

コウトウヤマヒハツ（紅頭山篳撥、別名　シマヤマヒハツ（島山篳撥）、学名：Antidesma pentandrum）はコミカンソウ科（旧トウダイグサ科）ヤマヒハツ属の常緑低木。
本項ではYListなどに従いA. pentandrumと表記する。なおPOWOでは学名をAntidesma montanum var. montanum、A. pentandrumをシノニム、分布域をインド～西太平洋沿岸諸国、オーストラリアとしている。

## 特徴
高さ1.5–5 m。枝は分枝が多く、小枝には毛がある。葉は楕円形～倒卵形でヤマヒハツより幅が広く、長さ5–11 cm、全縁で先はとがり、互生する。葉柄は4–10 mmと短い。葉の上面は無毛で、葉脈が凹み、凹凸が目立つ。雌雄異株で、雄花序は穂状、雌花序は総状、葉の付け根から出る長さ4–5 cmほど。雄花は径1 mm、花弁は極めて小さい。3–6月の初夏に開花し、その後に果実を鑑賞可能。果実は径5–6 mmほどの球形で密につき、成熟に伴い緑→赤→紫→黒と色が変化し、しばしば様々な成熟段階の果実が混在し鮮やかにみえる。

## 分布と生育環境
与論島以南の南西諸島のほか、国外では台湾やフィリピンに分布する。主に石灰岩地域に自生し、海岸や人里付近の山野にも生育する。

## 利用
緑化木として生垣や庭園、公園樹に向き、集落周りに植栽されることもある。性質は極めて強健で、土質を選ばず、日陰などのやや湿った場所でも良く生育する。生長が旺盛で、適宜刈り込みする。病虫害は少ないが、まれにハマキムシやアブラムシが発生する。繁殖は実生による。果実は食用可能で酸味が強く、果実酒やジャムにされる。